# Sekator

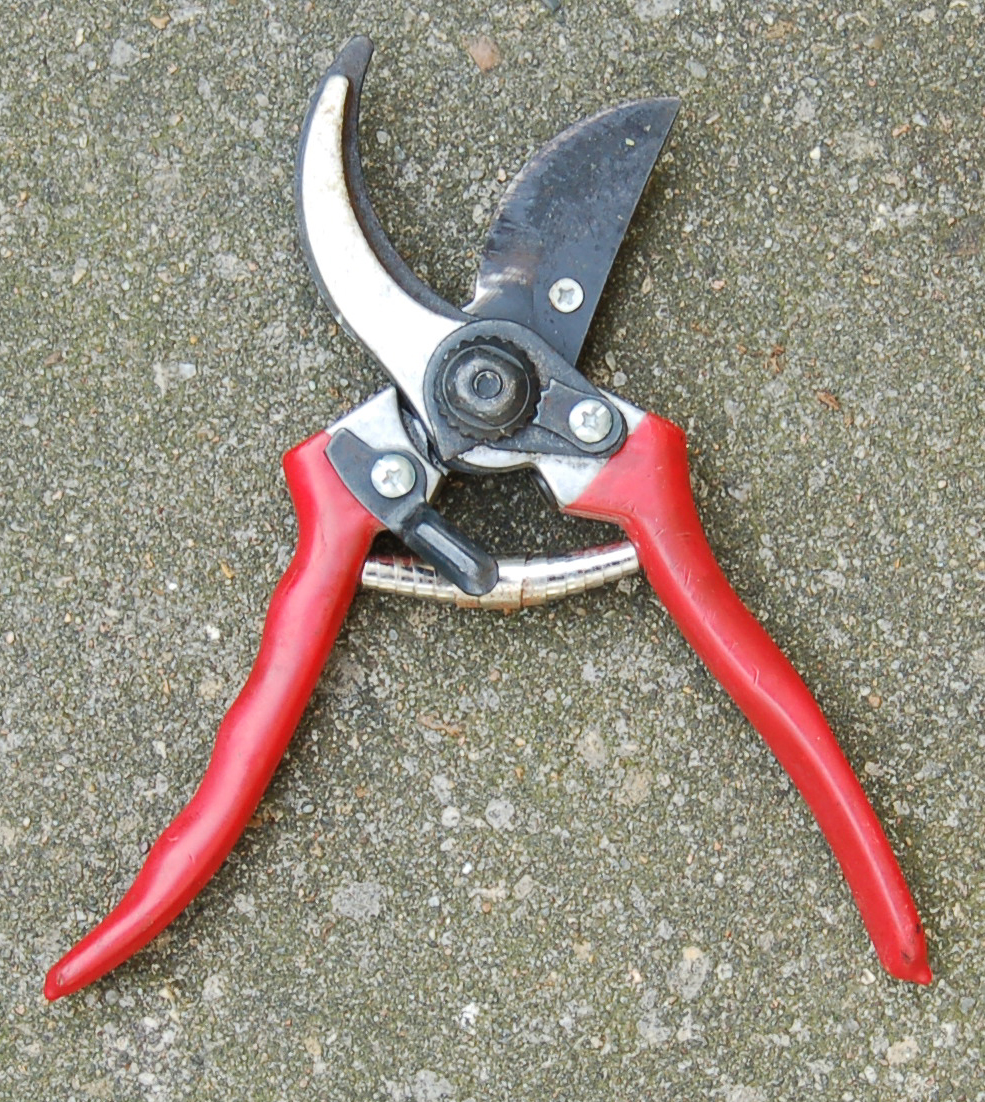
Mały, jednoręczny sekator nożycowy

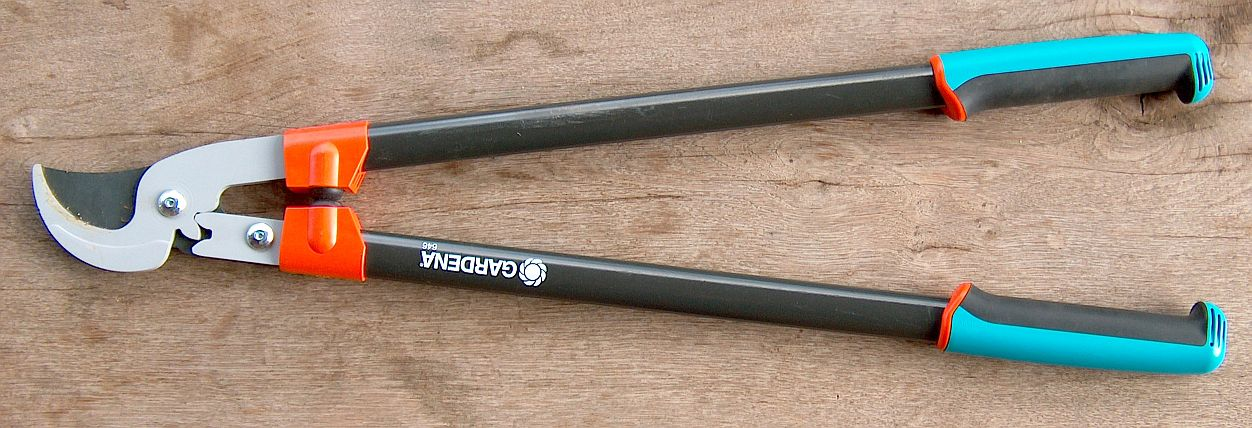
Duży, dwuręczny sekator nożycowy

Sekator (fra. sécateur, od łac. seco = tnę)  – narzędzie ogrodnicze służące do przycinania gałęzi różnej grubości. Używany również przez nurków jaskiniowych do przecinania lin.
Sekatory występują w wersji jednoręcznej (małe) oraz dwuręcznej (z długimi rękojeściami) i dzielą się na dwa rodzaje:
- nożycowy – o działaniu podobnym do nożyc. Szczęki o półkolistym kształcie (jedna wklęsła, gruba i wąska, druga wypukła, szeroka) zachodzą na siebie nożycowo. Szczęka wklęsła jest elementem podpierającym ciętą gałąź, natomiast szczęka wypukła, cienka i bardzo ostra, jest elementem tnącym. W niektórych wykonaniach szczęka wklęsła posiada drobne ząbki uniemożliwiające wyślizgiwanie się gałęzi. Odmiana jednoręczna, między rękojeściami posiada sprężynę rozpierającą, która rozchyla szczęki, ułatwiając używanie sekatora. Przeznaczony do cięcia gałęzi i pędów o niewielkiej grubości. Stosowany do wycinania wilków, przycinania róż, pozyskiwania zrazów i tym podobnych. Występuje też odmiana dwuręczna, z długimi rękojeściami, przeznaczona do cięcia grubszych gałęzi.
- kowadełkowy – jedna szczęka jest płaska, z wykładziną z miękkiego materiału (aluminium), a druga w postaci klina jest dociskana do szczęki płaskiej. Szczęka płaska ma ząbkowane krawędzie, co uniemożliwia ześlizgiwanie się ciętych gałęzi. Jednoręczny, podobnie jak poprzedni, ze sprężyną rozchylającą szczęki, nadaje się do cięcia cienkich gałęzi. Odmiana dwuręczna posiada długie, mocne, często dodatkowo wydłużane teleskopowo rękojeści, pozwalające na zwiększenie długości do 80 centymetrów i przekładnię dźwigniową zwiększającą siłę nacisku. Przeznaczony do cięcia gałęzi drzew lub krzewów o grubości do kilku centymetrów. Ostrze, w celu zmniejszenia oporów tarcia, często pokrywane jest teflonem. Sekator kowadełkowy stosuje się również do cięcia twardych i suchych gałęzi.